# پریسیلا فانتین
پریسیلا فانتین د فریتاس (انگلیسی: Priscila Fantin de Freitas؛ زادهٔ ۱۸ فوریهٔ ۱۹۸۳) یک هنرپیشه اهل برزیل است. پریسیلا فانتین در سالوادور، باهیا به دنیا آمد، اما در بلو هوریزونته، میناس گرایس بزرگ شد.
در ۲۴ ژانویه ۲۰۱۱، پریسیلا فانتین پس از انجام آزمایش خون، بارداری خود را با دوست پسرش رنان آبرو، تأیید کرد.

## فیلم‌شناسی

### تلویزیون
| سال  | عنوان                     | نقش                        | یادداشت‌ها                                     |
| ---- | ------------------------- | -------------------------- | --------------------------------------------- |
| ۱۹۹۹ | مالاção                   | تاتیانا آلمیدا چاوز (تاتی) | فصل‌های ۶–۷ (۱۹۹۹–۲۰۰۱)                        |
| ۲۰۰۱ | مثل دختر مادرم            | جوانا روچا                 |                                               |
| ۲۰۰۲ | اسپرانسا                  | ماریا                      |                                               |
| ۲۰۰۳ | سیتیو دو پیکاپو امارلو    | بِلا                        | سوم [۱] [۲]                                   |
| ۲۰۰۳ | شکلات و پیمتا             | گونچالوس لیما [۱]          |                                               |
| ۲۰۰۴ | مشهوریت                   | خودش                       | کامیو                                         |
| ۲۰۰۴ | آی Mundo Afora            | دهنده [۱]                  |                                               |
| ۲۰۰۵ | ماریا دیوانه              | لوزا                       |                                               |
| ۲۰۰۵ | آلما گمیا                 | آناوا دیاس [۱]             |                                               |
| ۲۰۰۷ | پیکادو                    | بیترز فرراز                |                                               |
| ۲۰۰۸ | کاسوس و آکاسوس            | فرانسیل                    | قسمت: "یک نووا، او بی بهره و او مالی"         |
| ۲۰۰۹ | پریسیلا نوتس دیس ماراویلا | ارائه دهنده                |                                               |
| ۲۰۰۹ | رالی دو فاموسوس           | خودش                       | شرکت کننده (نمایش واقعیت Domingão do Faustão) |
| ۲۰۰۹ | سوپربونتا                 | ارائه دهنده                |                                               |
| ۲۰۱۰ | زمان مدرن                 | نارای نولاسکو              |                                               |
| ۲۰۱۲ | به عنوان برزیل            | برنیس                      | قسمت: "A Sambista da BR-116"                  |
| ۲۰۱۲ | Mais Você                 | بیبی                       | مشارکت چارچوب [۱]                             |
| ۲۰۱۲ | ماجراجویی‌ها با دیدی       | شاهزاده                    | ویژه کریسمس                                   |
| ۲۰۱۳ | کچورادا ویپ               | خودش                       | نمایش واقعیت Domingão do Faustão [1]          |
| ۲۰۱۴ | مالاção                   | راکل                       | فصل ۲۱؛ کیمیا                                 |
| ۲۰۱۴ | به عنوان کانال‌ها          | جولیا                      | قسمت: «جولیا، یک سکرتاریای بلند پروازانه»     |
| ۲۰۱۴ | لیلی، یک سابق             | گریس کلی                   | قسمت: "کِدا دو مورو"                           |
| ۲۰۱۵ | "بوگی اوگی"               | سولنج                      | کامئو                                         |
| ۲۰۱۵ | سالتیبوم                  | خود                        |                                               |
| ۲۰۱۵ | تامارا کو کیا             | انواع                      |                                               |
| ۲۰۱۶ | لیلی، یک سابق             | گریس کلی                   | فصل دوم                                       |
| ۲۰۱۶ | اینه "موندوبم"            | دیانا                      |                                               |
| ۲۰۱۶ | حاجه قلب                  | خودش                       | کامئو                                         |
| ۲۰۲۳ | رقص دو فاموسوس            | متنافس (فائز)              | برنده فصل ۲۰                                  |

### فیلم
| سال  | عنوان                | نقش        | یادداشت           |
| ---- | -------------------- | ---------- | ----------------- |
| ۲۰۰۶ | ماشین‌ها              | پورشه سالی | دوبله صدای برزیلی |
| ۲۰۰۸ | ارکستر پسران         | کروزا      |                   |
| ۲۰۱۰ | آلیس در سرزمین عجایب | ملکه سفید  | دوبله صدای برزیلی |
| ۲۰۱۴ | بازی شطرنج           | مینا       |                   |
| ۲۰۱۶ | دیوانه و مقدسین      |            |                   |